# Национале ПНФ
Стадион Национа́ле ПНФ (итал. Stadio Nazionale del PNF, полное название — Stadio del Partito Nazionale Fascista, с итал. — «стадион Национальной фашистской партии») находился в Риме. Был построен в 1927 году и снесён в 1953 году.

## История
Построен в 1927 году на месте ранее существовавшего «Стадио Фламинио» и вмещал 47 300 зрителей. Стадион принимал финал чемпионата мира по футболу 1934 года. Итальянские футбольные клубы «Лацио» и «Рома» играли здесь свои домашние матчи, перед тем как переехали на новый «Олимпийский стадион» в 1952 году.
В 1943—1949 годах назывался просто Национале (Nazionale). В 1949—1953 годах носил название Стадио Торино (Stadio Torino) в дань памяти разбившейся в авиакатастрофе футбольной команде 1940-х годов «Торино».
Стадион был снесён в 1953 году. В 1957 году на его месте был возрождён стадион «Фламинио», на данный момент домашний стадион сборной Италии по регби, на котором проводятся матчи Кубка шести наций по этому виду спорта.